# Limont
Limont is een plaats en deelgemeente van de Belgische gemeente Donceel.
Limont ligt in de provincie Luik. Tot 1 januari 1977 was het een zelfstandige gemeente.

## Bezienswaardigheden
- De Donjon van Limont
- Het Kasteel van Limont
- De Kasteelhoeve (ferme du Château) uit de 18de eeuw.
- De Sint-Martinuskerk (Église Saint-Martin) heeft een westtoren die in de 17e eeuw werd herbouwd. Het gotisch middenschip is uit de 15e en 16e eeuw. Eind 18e eeuw werden de zijbeuken herbouwd en in 1885 werden ze in neogotische zin gewijzigd.

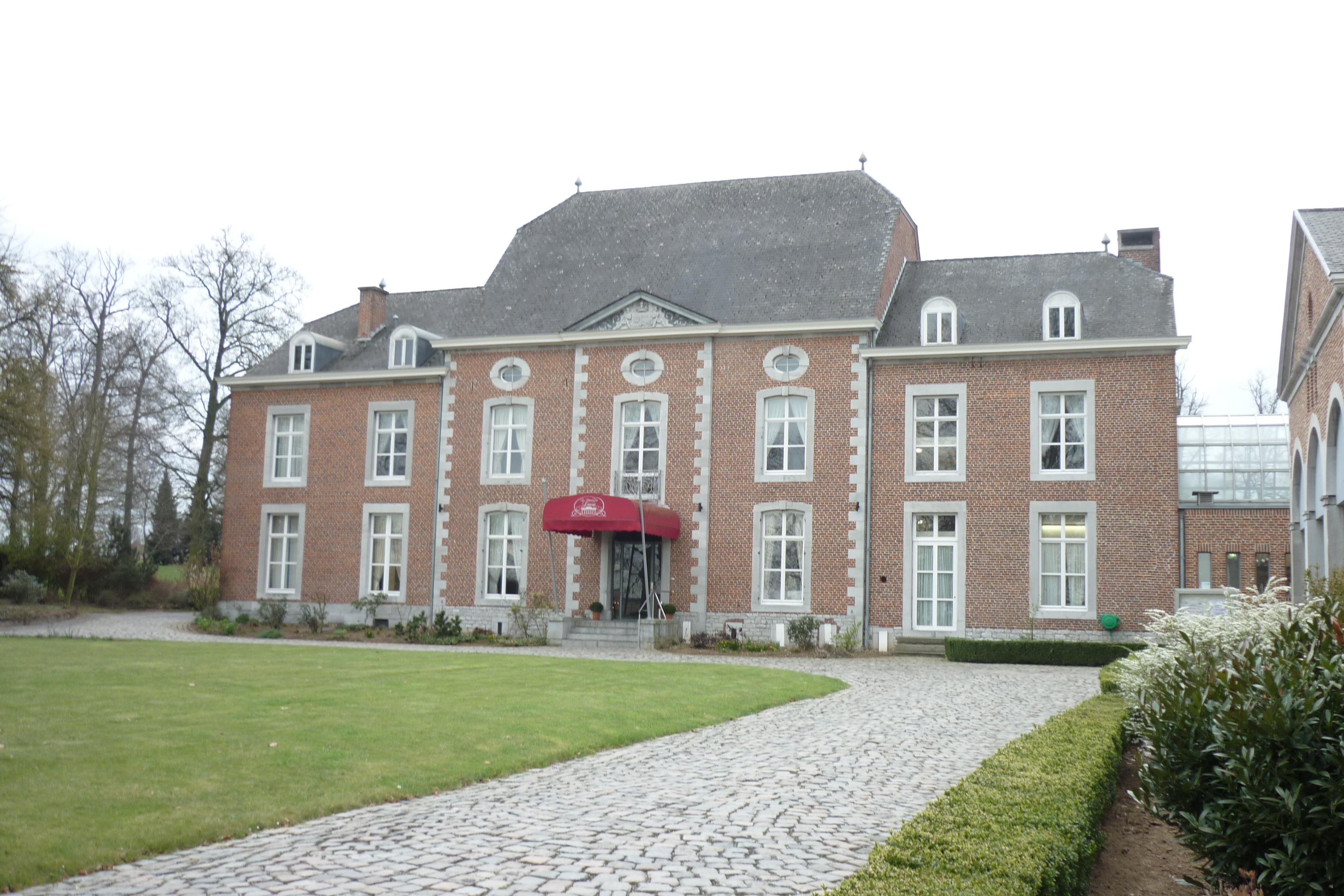
Château de Limont

## Natuur en landschap
Limont ligt aan de Yerne die in noordelijke richting stroomt. De hoogte aan de kerk bedraagt 147 meter.

## Demografische ontwikkeling
- Bronnen:NIS, Opm:1831 tot en met 1970=volkstellingen, 1976= inwoneraantal op 31 december

## Nabijgelegen kernen
Remicourt, Bovenistier, Viemme, Donceel, Jeneffe